# Fürther Tor

Fürther Tor, Blick von Westen, 2011

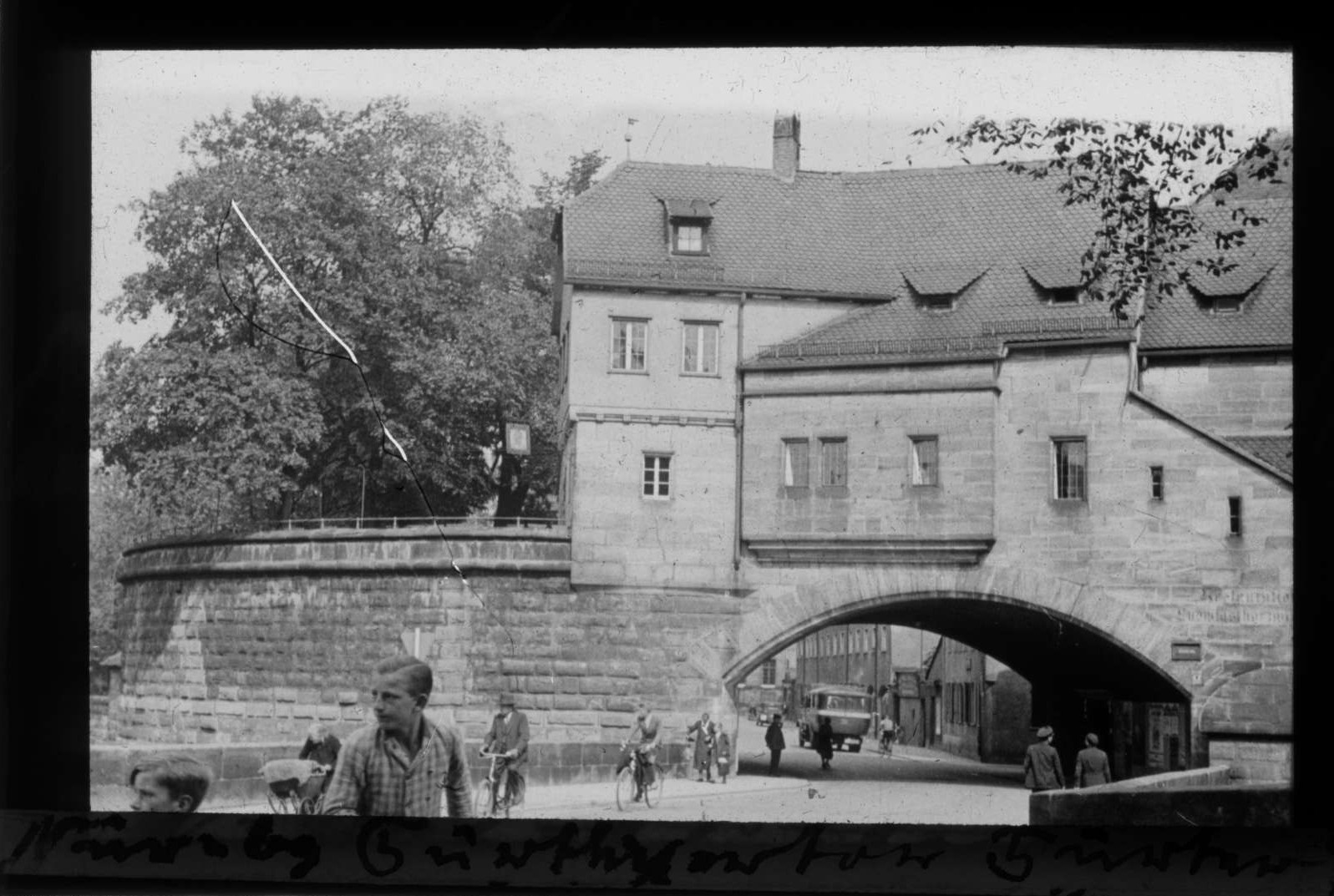
Fürther Tor mit der im Zweiten Weltkrieg zerstörten Gaststätte „Ludwigstorzwinger“, etwa 1935

Das Fürther Tor ist ein Tor durch die Nürnberger Stadtmauer und einer der Hauptzugänge zur südwestlichen Nürnberger Altstadt.
Die Entlastung des Spittlertors durch den Bau des Ludwigstors 1866 hielt nicht lange vor. 1894 wurde eine weitere Verbindung nach Gostenhof erforderlich. Der Turm „Rotes S“ wurde abgebrochen und ein mächtiges Gewölbe über die Straße erbaut. Das Tor wurde nach der nahen Fürther Straße benannt.
1898 errichtete Konradin Walther auf dem Tor eine Gaststätte, die nach dem Pächter zunächst „Köchertszwinger“, später dann „Ludwigsthorzwinger“ genannt wurde. Dort gründete Julius Streicher am 20. Oktober 1922 die Nürnberger Ortsgruppe der NSDAP. Im Zweiten Weltkrieg wurde die Gaststätte teilweise zerstört und anschließend, wohl aufgrund einer damals falsch verstandenen Historie nicht wiederaufgebaut.
Südlich des Fürther Tors hin zum Ludwigstor erstreckt sich der Ludwigstorzwinger, nördlich der Tucherzwinger. Der Tucherzwinger war die erste in Nürnberg errichtete Rundbastei, wurde 1526 erbaut, „Pastete“ genannt und bereits 1527 erhöht.